# A láthatatlan fiú
A láthatatlan fiú, más címen S.O.S űrállomás (The Invisible Boy) 1957-ben bemutatott fekete-fehér amerikai tudományos fantasztikus film a Metro-Goldwin-Mayer-től, melyet Herman Hoffman rendezett. A producer Nicholas Neyfack, főszerepben Richard Eyer és Philip Abbott. Ebben a filmben szerepelt másodjára Robby, a robot, a tudományos fantasztikus robot,  aki híressé vált a Tiltott bolygó (1956) c. filmben, amelyet szintén a Metro-Goldwyn-Mayer forgalmazott. Ebben a filmben egy hallgatólagos, finom visszaemlékezés szerint a láthatatlan fiúban a robot ugyanaz a karakter, mint a Tiltott bolygóban, melyet a 23. században építettek; az időutazás visszahozza Robby-t a 20. század közepébe.

## Cselekmény
A láthatatlan fiú a könnyű játékosság és a fenyegető gonosz keveréke. 1957-ben úgy tűnik, hogy a tízéves Timmie Merrinoe (Richard Eyer) csak játszótársat akar. Miután elkezd elmélyülni egy felsőbb intelligencia programozásában. Elkészít egy robotot, amelyet apja és más tudósok készen állnak arra, hogy helyrehozhatatlan szemétként dobják el. Senki sem fordít nagy figyelmet a Robby nevű robotra, ameddig Timmie újra működésbe nem hozza és édesanyja fel nem bőszül, amikor fiát egy hatalmas motoros sárkány ragadja el, amelyet Robby épített Timmie sürgetésére.
Amikor Timmie azt kívánja, hogy képes legyen játszani anélkül, hogy a szülei megfigyelnék, Robby egy szuperszámítógép segítségével láthatatlanná teszi. Először Timmie láthatatlanságával egyszerű csínyekkel játszik szüleivel és másokkal, de a hangulat hamarosan megváltozik, amikor világossá válik, hogy a szuperszámítógép gonosz és katonai műholdas segítségével szándékozik átvenni a hatalmat a világ fölött. A szuperszámítógép Timmie-t foglyul ejti a rakéta fedélzetén, a hadsereg megpróbálja megállítani Robby-t, de a tüzérség és a fegyvereik nem hatnak rá. Robby felszáll a hajóra és kiszabadítja Timmie-t, ahelyett, hogy a szuperszámítógépre hallgatna. Dr. Merrinoe azt mondja Timmie-nek és Robby-nak, hogy maradjanak a hajó fedélzetén, mivel egy évig tart, a Földre tartó utazás.
Timmie és Dr. Merrinoe visszatérnek a laboratóriumba, hogy leállítsák a szuperszámítógépet, de ez megállítja őket. Ezután Robby megjelenik, de a szuperszámítógép ellen fordul, és megsemmisíti áramforrását. Látszólag minden visszatér a  régi kerékvágásba, amikor is azt látjuk, hogy a Merrinoesnál békés este van, amikor Dr. Merrinoe megpróbálja Timmie-t elfenekelni. Robby azonban megállítja, és a film a Merrinoes és Robby jelenetével ér véget, akik együtt élnek békésen.

## Stáblista
- Richard Eyer mint Timmie Merrinoe
- Philip Abbott mint Dr. Tom Merrinoe
- Diane Brewster mint Mary Merrinoe
- Harold J. Stone mint Gen. Swayne
- Robert H. Harris mint Prof. Frank Allerton
- Dennis McCarthy mint Col. Macklin
- Alexander Lockwood mint Arthur Kelvaney
- John O'Malley mint Prof. Baine
- Robby the Robot mint Robby
- Gage Clarke mint Dr. Bannerman
- Than Wyenn mint Prof. Zeller
- Jefferson Searles mint Prof. Foster (as Jefferson Dudley Searles)
- Alfred Linder mint Martin / Számítógép
- Ralph Votrian mint 1. kapu őrmester
- Michael Miller mint 2. kapu őrmester

## Felvételek
A felvételek az MGM records-nál készültek, a film 390 000 dollárt hozott Amerikában. Kanadában 450 000 dollárt, másutt összesen 840 000 dollárt jövedelmezett. A profit így 456 000 dollár lett.

## Otthoni média
Az egész film extraként jelent meg 2006-ban A tiltott bolygó 50. jubileuma alkalmából készült DVD-én, és 2010-ben Blu-Ray-en. Blu-Ray kiadásban is szabványos felbontású.

## További írások
- Eder, Bruce (n.d.). A láthatatlan fiú (angol) allmovie Rovi. But in its own low-budget way, it is a fascinating pop-culture artifact of its time. And it is a lot of fun, just as a notion for a science fiction/adventure film, with a very dark side to the serious component of the plot.
- Schwartz, Dennis (Május 9, 2004). A láthatatlan fiú (angol) Ozus' World. Adults as well as children should be entertained by this sci-fier that succeeds without much technological gadgetry, instead relying on its charm.